# Vladislav Bogićević
Vladislav Bogićević (en serbe en écriture cyrillique : Владислав Богићевић), (né le 7 novembre 1950 à Belgrade en Yougoslavie, aujourd'hui en Serbie) est un footballeur et entraîneur serbe, qui évoluait au poste de milieu de terrain à l'Étoile Rouge de Belgrade et en équipe de Yougoslavie dans les années 1970. Il fait partie de la sélection yougoslave lors de la Coupe du monde 1974 en RFA.
Bogićević marque deux buts lors de ses vingt-trois sélections avec l'équipe de Yougoslavie entre 1971 et 1977. 

## Carrière

### En club
| Saison    | Club                        | Pays        | Championnat         |
| --------- | --------------------------- | ----------- | ------------------- |
| 1969-1970 | NK Maribor                  | Yougoslavie | 34 matchs           |
| 1970-1971 | FK Étoile rouge de Belgrade | Yougoslavie | 30 matchs           |
| 1971-1972 | FK Étoile rouge de Belgrade | Yougoslavie | 29 matchs, 2 buts   |
| 1972-1973 | FK Étoile rouge de Belgrade | Yougoslavie | 32 matchs, 1 but    |
| 1973-1974 | FK Étoile rouge de Belgrade | Yougoslavie | 29 matchs, 4 buts   |
| 1974-1975 | FK Étoile rouge de Belgrade | Yougoslavie | 0 match             |
| 1975-1976 | FK Étoile rouge de Belgrade | Yougoslavie | 14 matchs, 2 buts   |
| 1976-1977 | FK Étoile rouge de Belgrade | Yougoslavie | 34 matchs, 6 buts   |
| 1977-1978 | FK Étoile rouge de Belgrade | Yougoslavie | 17 matchs, 2 buts   |
| 1978      | New York Cosmos             | États-Unis  | 30 matchs, 10 buts  |
| 1979      | New York Cosmos             | États-Unis  | 25 matchs, 1 but    |
| 1980      | New York Cosmos             | États-Unis  | 32 matchs, 5 buts   |
| 1981      | New York Cosmos             | États-Unis  | 31 matchs, 1 but    |
| 1982      | New York Cosmos             | États-Unis  | 31 matchs, 4 buts   |
| 1983      | New York Cosmos             | États-Unis  | 30 matchs, 7 buts   |
| 1984      | New York Cosmos             | États-Unis  | 24 matchs, 3 buts   |
| 1969-1984 | Total                       |             | 422 matchs, 48 buts |

### En équipe nationale
- 23 sélections et 2 buts avec l'équipe de Yougoslavie entre 1971 et 1977.

En 1974, il atteint avec la sélection le 2e tour de la Coupe du monde 1974.

### D'entraîneur
- 1995-1996 :  New York Centaurs
- 2000-2002 :  Serbie (DTN et adjoint)
- 2003-jan 2004 :  Belenenses

## Palmarès

### Avec l'Étoile rouge de Belgrade
- Champion de Yougoslavie en 1973 et 1977.
- Vainqueur de la Coupe de Yougoslavie en 1971.

### Avec le New York Cosmos
- Vainqueur de la North American Soccer League en 1978, 1980 et 1982.